# 与論町立与論中学校
与論町立与論中学校（よろんちょうりつよろんちゅうがっこう）は、鹿児島県大島郡与論町大字朝戸にある町立中学校。与論町及び与論島の唯一の中学校であり、鹿児島県では最南端の中学校でもある。

## 概要
与論島・与論町にある唯一の中学校であり、生徒数は160人前後で推移している（2022年現在）。島唯一の中学校であるため、基本的に与論島に住む中学生は与論中に通うことになる。
キャッチフレーズは「最南端は最先端」。

## 校区
与論町は、1町1中であるため、与論町（与論島）の全てが校区となる。
- 与論小学校区 全域
- 茶花小学校区 全域
- 那間小学校区 全域

## 沿革
- 1947年（昭和22年） - 与論村立与論中学校として米軍政下の中設置される。
- 1963年（昭和38年） - 与論村が町制施行したのに伴い、与論町立与論中学校に改称。
- 1986年（昭和61年） - 与論町とギリシャ・ミコノス島のミコノス市との姉妹盟約締結（1984年）後の交流事業として、ギリシャ神殿風の体育館が完成[1]。

## 進学先
卒業後は、同じく与論島・与論町で唯一の高校である鹿児島県立与論高等学校にほとんどの生徒が進学する。なお、与論中学校と与論高校は中高一貫教育を行っており、与論中から与論高校を受験する場合は鹿児島県の公立高校入試の学力検査及び調査書を行わず、課題のレポート及び面接などで総合的に判断し合否を決める。

## 校則
自転車登校はヘルメット着用。
頭髪は、女子は肩に髪がついたら耳より下で髪を結び、男子は目に前髪がかからない程度。髪が長い場合は短く切るよう指導している。

## 出身者
- 白尾秀人 - 元サッカー選手、指導者